# Siegfried von Brünneck-Bellschwitz
Friedrich Gebhard Siegfried von Brünneck-Bellschwitz, né le 18 octobre 1814 à Bellschwitz (en) en province de Prusse-Orientale et mort le 21 janvier 1871 à Berlin, est un propriétaire de manoir, avocat en droit administratif et homme politique allemand. 
En 1867, il fut élu au Reichstag constituant de la Confédération de l'Allemagne du Nord.

## Biographie
Ses parents sont l'homme politique et propriétaire foncier Magnus von Brünneck (de) et son épouse Luise Caroline Christiane von der Goltz (1794-1837).
Il étudie le droit à l'Université Albertus de Königsberg et entre dans le Corps Littuania en 1834. Il possède alors le manoir de Jacobau. De 1861 à 1865, il est administrateur de l'arrondissement de Rosenberg-en-Prusse-Occidentale. 
Il est membre du Parlement uni prussien et du Parlement de l'Union d'Erfurt. À partir de 1867, il est membre du Reichstag constituant de la Confédération de l'Allemagne du Nord pour la 2e circonscription du Reichstag Marienwerder (de) (Rosenberg, Löbau) et du Parti conservateur,. De 1867 jusqu'à sa mort, il appartient également à la Chambre des seigneurs de Prusse.

### Famille
Le 29 avril 1839 à Königsberg, il épouse Johanna Auguste von Schön (12 mars 1815 - 26 avril 1892) de la branche de Preußisch-Arnau, fille de Theodor von Schön. Le couple a eu plusieurs enfants :
- Ludwig Magnus Roland (de) (3 mars 1840 - 21 septembre 1918)
  - épouse en 1868 Marie von Neitschütz (27 avril 1842 - 26 août 1891), fille de Wilhelm von Neitschütz
  - épouse en 1893 Agathe von Bardeleben (née le 24 août 1842)
- Rinaldo Alexander Theodor (né le 18 avril 1841), colonel
- Egmont Magnus Heinrich (de) (19 décembre 1842 - 22 mars 1916)
  - épouse en 1894 Hyma Pauline von Krosigk (de) (née le 24 décembre 1852)
- Horst Ludwig Siegfried Harald Johannes Magnus (né le 13 juillet 1852), lieutenant.